# 傑森·雷梅塞羅
傑森·雷梅塞羅（西班牙語：Jason Remeseiro；1994年7月6日—）是一位西班牙足球運動員。在場上的位置是左邊鋒。現效力於葡萄牙足球超级联赛球隊阿洛卡。